# Mewas
Bei den Mewas, in älterer Literatur Mehvas, handelte es sich um eine Gruppe „unabhängiger“ Zwergstaaten an der schwer zugänglichen Südflanke des indischen Satpuragebirges zur Kolonialzeit, die an die Rewa Kantha Agency grenzte und fast ausschließlich von Angehörigen des indigenen Volks der Bhil bewohnt wurde. Das Gebiet ist heute Teil der Bundesstaaten Gujarat bzw. Maharashtra.

## Verwaltung
Verwaltungstechnisch unterstellt waren sie, wie die Dangs, dem Kommissar des Distrikt Khandesh unterstellt, der als political agent fungierte oder einen solchen ernannte (Bhil agent). Der Hauptgrund, weshalb die Region nicht unter direkte Kontrolle genommen wurde (1818), war, dass noch um 1890 das Klima für Außenstehende als so ungesund galt, dass man nur heißesten und trockensten Jahreszeit von Mai bis Mitte Juni in das unwegsame, dschungelbewachsene Gebiet reisen konnte.
Die Häuptlinge wurden üblicherweise als chief bzw. naik (oder nayak) bezeichnet. Die Anerkennung eines Herrschers durch die Briten hing im Allgemeinen davon ab, dass er sich, gegen Subsidien, verpflichtete seine „wilden Untertanen“ in Zaum zu halten, d. h. darauf zu verzichten einen wesentlichen Teil ihres Lebensunterhalts durch Überfälle auf Reisende und Bauern der Umgebung zu bestreiten. Um dies zu gewährleisten, wurde aber auch das paramilitärische Bhil Corps als Polizeitruppe bereitgehalten. In der Region galt für Straftaten lange ein Sonderrecht, das weniger Haftstrafen als (kollektive) Geld- und Körperstrafen (Auspeitschung) vorsah. Dabei fungierte der (weiße) Kommandant des Bhil Corps zugleich als Schnellrichter, der Political Agent als Berufungsinstanz für Haft bis fünf Jahre.
Weiterhin gab es im 19. Jahrhundert, die, von den Häuptlingen bei Bedarf abzustellenden, Sibandis (Bogenschützen), die nicht nur als Polizeitruppe, sondern auch als Leibwache und Steuereintreiber fungierten. Die einzige Schule bestand 1890 in Kathi.
Die Domänen (estates) wurden, im Gefolge der Reorganisation der Fürstenstaaten in Gujarat zur Western India States Agency, nach 1926 zu Zamindari herabgestuft.
Herrschaften
| Gebiet                           | Fläche       | Bevölkerung (1891, ungenau)            | Einnahmen (Rs.) | Bemerkungen |
| -------------------------------- | ------------ | -------------------------------------- | --------------- | --- |
| Bhudāwal (= Budaval)             |              |                                        |                 | Im frühen 18. Jahrhundert der mächtigste „Herrscher“ der Region, dem etwa 40 Dörfer Tribute zahlten. Chandrasingh starb 1819, ihm folgte Bhavānsingh († 1839), dann sein Bruder Ganpatsingh. Das Gebiet fiel gemäß der Doctrine of Lapse an die Briten, als der 1845 abgesetzte und nach Dhulia verbannte Chief 1854 kinderlos starb. |
| Chikili                          | ca. 520 km²  | 1444                                   | 1879: 2680      | Zwischen dem Narmada und Tāpti. Jiva, ursprünglich Verwalter von 84 (?) Dörfern Rajpiplas nutzte die Wirren um 1800 um sich selbständig zu machen. Gegen Abtretung der Wegezölle und zur Bereitstellung einer kleinen Truppe erhielt Jiva von den Briten 1818 eine jährliche Pension von 3000 Rs. zugestanden. Jivas Enkel Ruvar Vasāva begehrte auf und wurde 1846 inhaftiert, der Staat unter Zwangsverwaltung gestellt. Seinem Sohn Rāmsing, seit 1854 im Amt, wurde wegen Unfähigkeit die Subsidie gestrichen. Wegen Beteiligung an einem Raubüberfall 1872 wurde er zwei Jahre später nach Hyderabad (Sind) verbannt, der Staat kam wieder unter Zwangsverwaltung. |
| Gawhāli (= Raysinghpur, Gawhari) | ca. 500 km²  | 1946                                   | 1879: 22000     | Zwischen Kathi und Rajpilpla im Norden und Chikili im Süden. Herrscher Moslem, Einwohner Bhil. Einnahmen größtenteils aus Besteuerung von Waldprodukten und Holzeinschlag (Teak und Bambus). Der naik Nāna versammelte in Mahraten-Krieg eine marodierende Truppe. Die Briten gestanden ihm zur Ruhigstellung 300 Rs. für Polizeiaufgaben zu, weiterhin erhielt er 1000 Baroda-Rs. als kunti. Die Herrscherreihe setzte sich fort mit Kātiya († 1878) und Sarupsingh (* 1875, reg. 1878), die beide zunächst als Minderjährige unter Vormundschaft standen. |
| Kathi (= Kathipārvi)             | 1300 km² (?) | 1880er > 10000 1921: 13444 (96 Dörfer) | 1893: 22300     | (Flächenangaben variieren zwischen 300 und 500 mi².) Grenzt im Norden an Chhota Udaipur im Süden an Singhpur und Chikili. Entwässert vom Dev der nach Nordosten in den Nambada mündet. Von den Briten 1818 als Vasall von Bhudāwal anerkannt, das von den 37 Rs. die die Briten als Zuschuss zahlten, 32 als Tribut erhielt. Weitere 133 Rs. wurden an die Briten fällig. Herrscherreihe: Lakshman Pārvi, dessen Dorf, nachdem er im Umland plünderte, niedergebrannt wurde. Ihm folgte sein Sohn Umed, dann Ratu, gefolgt von Chandra Singh. |
| Nale (= Nāl)                     | 75 km²       | ca. 300                                | 1891: ca. 1100  | Die dem Chief 1818 zugestandene Subsidie von 200 Rs. wurde 1849 halbiert. Kāna starb 1872, ihm folgte Lashkari (* 1859), die amtierende Familie lebte in Vāghāpāni. |
| Navalpur                         | 55 km²       | 1881: 50 (?) 1891: 180                 | 1881: 770 Rs.   | Einwohner Patodi-Bhil. Der Chief Rāyla († 1832) war Konstabler in der Polizei von Nandurbar. Bis 1853 stand die Domäne unter britischer Zwangsverwaltung. Es amtierten danach: Kuvera, Lashkera und Phulsing (* 1866, reg. 1876). |
| Singhpur (= Singpur)             | 1666 km²     | 1872: ~300 1891: 646                   | 1879: ca. 2400  | Bhikna Pārvi, 1818 von britischer Seite als Chief anerkannt, der 200 Rs. jährlich erhielt, zugleich aber Vasall Bhudāwals war. Als Herrscher folgten Gumla, dann sein minderjähriger Sohn Bāpu (* 1862). |

## Wirtschaft
Das Gebiet wurde für die koloniale Ausbeutungswirtschaft gegen Ende des 19. Jahrhunderts interessant, insbesondere der Einschlag von, zum Staatseigentum erklärten, Teak für Bahnschwellen und Schiffbau nahm zu. Durch die Ausweisung von „reserved forests“ wurden den Eingeborenen (tribals) hohe Nutzungsgebühren auferlegt. Das staatliche Alkoholmonopol besteuerte Palmwein (toddy) und die im April gesammelten Mahuwa-Blüten (einer Dornmelde Bassia latifolia) für den unter den Bil beliebten Schnaps (country liquour) beliebt. Dieser selbst Gebrannte (daru) mit 15–30 % wurde durch industriell hergestellten qualitativ minderwertigen Monopolalkohol verdrängt.